# Gran Consiglio (Basilea Campagna)
Il Gran Consiglio del Canton Basilea Campagna (in tedesco Landrat des Kantons Basel-Landschaft) è il parlamento del Canton Basilea Campagna. Ha sede a Liestal.

## Composizione
Il Gran Consiglio è composto da 90 membri. I suoi membri sono eletti con il sistema proporzionale per quattro anni. La carica di Granconsigliere è incompatibile con la carica di Consigliere di Stato, difensore civico, giudice, cancelliere, membro delle autorità delle aziende cantonali autonome, e pubblico dipendente superiore dell’amministrazione cantonale. Inoltre la carica non è rinnovabile per il periodo successivo dopo quattro mandati consecutivi.

## Compiti
Il Gran Consiglio rappresenta il potere legislativo: emana leggi e decreti, approva trattati e i piani fondamentali del cantone, tra cui il bilancio. Può inoltre proporre dei controprogetti alle iniziative popolari cantonali. I membri si riuniscono generalmente due volte al mese.
Il Gran Consiglio elegge ogni anno il suo presidente e due vicepresidenti, il presidente e il vicepresidente del Consiglio di Stato e, per un periodo amministrativo, i membri dei tribunali cantonali, il cancelliere dello Stato e il difensore civico.